# Seth Bullock

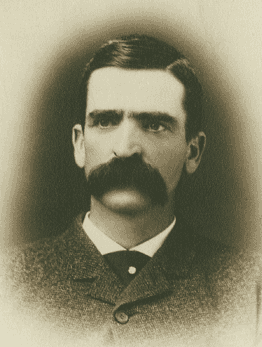
Seth Bullock

Seth Bullock (* 23. Juli 1849 in Amherstburg, Ontario, Kanada; † 23. September 1919 in Deadwood, South Dakota) war einer der ersten Bewohner von Deadwood in den Black Hills in South Dakota. Auf der historischen Person basiert auch die Figur aus der Fernsehserie Deadwood.

## Leben
Seth Bullock war der Sohn von George Bullock, der als Major in der Britischen Armee gedient hatte. Seine Mutter Anna Findley Bullock war eine Schottin. Als Jugendlicher riss Bullock von zu Hause aus und wanderte mit seiner Schwester nach Montana. 1867 zog Bullock nach Helena (Montana), wo er von 1871 bis 1872 im Senat saß und dabei half, den Yellowstone-Nationalpark zu gründen. 1873 wurde er zum Sheriff von Lewis and Clark County gewählt. Etwa zur gleichen Zeit lernte er seinen späteren Geschäftspartner und Freund Sol Star kennen, mit dem er einen Eisenwarenladen eröffnete. Ein Jahr später, 1874, heiratete er seine Jugendliebe Martha Eccles in Salt Lake City, Utah.
Im August 1876 beschlossen Star und Bullock im Zusammenhang mit dem Goldrausch, nach Deadwood (South Dakota) zu ziehen, um dort einen weiteren Eisenwarenladen zu eröffnen. Seine Ehefrau Martha Eccles Bullock jedoch zog mit Margaret, der neugeborenen gemeinsamen Tochter, nach Michigan zu Marthas Eltern, da Deadwood, im Territorium der Sioux gelegen, zu jener Zeit wenig Sicherheit für die beiden bot. In Deadwood traf Bullock auf den Revolverhelden Wild Bill Hickok, der kurz nach seiner Ankunft ermordet wurde. Im selben Jahr wurde Bullock zum ersten Sheriff von Deadwood gewählt. Während seiner Zeit als Sheriff traf er auf den berühmten Wyatt Earp, der damals Marshal von Dodge City war und sich seinerseits um das Amt zum Sheriff von Deadwood bewarb. Nachdem Sheriff Bullock mit Hilfe seiner Deputys für Sicherheit und Ordnung gesorgt hatte, konnten auch seine Frau Martha und ihre Tochter Margaret nach Deadwood ziehen.

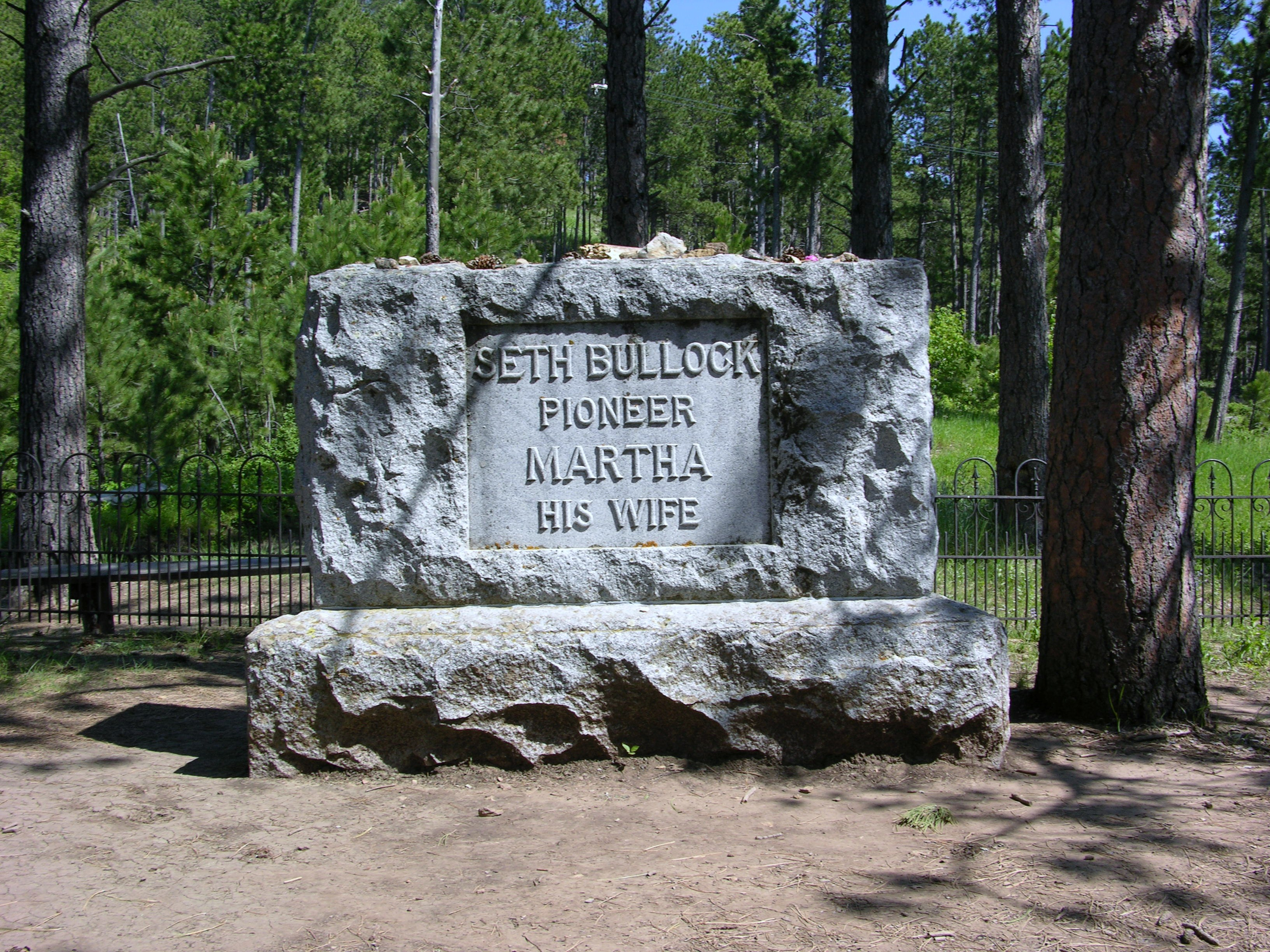
Bullocks Grab

1881 kauften Bullock und Star eine Ranch und expandierten in die umliegenden Orte Spearfish, Sturgis und Custer. 1884 traf Bullock auf Theodore Roosevelt und wurde Sheriff von Medora (North Dakota). 1894 brannte die Eisenwarenhandlung von Bullock und Star ab und die beiden bauten ein Luxus-Hotel an derselben Stelle. Das Bullock Hotel mit den ursprünglich 64 geheizten Räumen existiert bis heute in dem Ort. 1898, nach Beginn des Spanisch-amerikanischen-Krieges, meldete sich Bullock freiwillig und trat im Rang eines Captains dem Grigsby's Cowboy Regiment bei. Die kurze Zeit des Krieges über verbrachte er jedoch ausschließlich in einem Ausbildungslager in Louisiana.
Im Jahr 1905 wurde er von Roosevelt zum United States Marshal von South Dakota ernannt. Diese Position hatte er die darauffolgenden neun Jahre unter insgesamt drei Präsidenten inne. Nach Roosevelt bestätigten ihn William Howard Taft und Woodrow Wilson ebenfalls in diesem Amt.
Im September 1919 starb Bullock an den Folgen von Krebs in seinem Haus in der Van Buren Street 28 in Deadwood. Er wurde auf dem  Mount Moriah Cemetery in Deadwood beerdigt, auf dem sich auch die Gräber von Wild Bill Hickok und Calamity Jane befinden.